# Jimmy Yancey
James Yancey (dit Jimmy) est un pianiste afro-américain de boogie-woogie (Chicago, 20 février 1894 ou 1898 selon les sources, - 17 septembre 1951).
Il est introduit au Hall of Fame du Rock and Roll en 1986.

## Discographie
Enregistrements :
- Yancey stomp (1939)
- How long blues (avec Mama Yancey, 1951)

## Enregistrements de 1951
Mournful Blues, Yancey Special, How Long Blues, Four O'Clock Blues, Monkey Woman Blues, Santa Fe Blues et Salute to Pinetop.
Tous ces titres sont enregistrés le 18 juillet 1951 à Chicago et font partie de l'album Lowdown Dirty Blues paru en 1968.
Jimmy était souvent accompagné d'Estella "Mama" Yancey au piano et d'Israel Crosby à la contrebasse.